# Dietmar Hamann
Dietmar „Didi“ Hamann (* 27. August 1973 in Waldsassen) ist ein ehemaliger deutscher Fußballspieler. Er ist als Fußballexperte im Fernsehen tätig.

## Karriere als Spieler

### Vereine
Dietmar Hamann wuchs zunächst im oberpfälzischen Konnersreuth auf, ehe die Familie 1976 nach München zog. Er schloss sich wie schon ein Jahr zuvor sein älterer Bruder Matthias Hamann dem FC Wacker München an und spielte dort im Nachwuchsbereich ab 1978.
Im Jahr 1989 wechselte er zum FC Bayern München. Mit den FC Bayern wurde er 1994 und 1997 Deutscher Meister, 1998 DFB-Pokal-Sieger und 1996 UEFA-Pokal-Sieger. Er spielte in 106 Bundesliga-Partien.
Im Jahre 1998 wechselte er zum englischen Verein Newcastle United. Von dort ging er ein Jahr später für eine Ablösesumme von acht Millionen Pfund zum FC Liverpool, bei dem er sieben Jahre aktiv war und 191 Spiele in der Premier League absolvierte. Mit dem FC Liverpool gewann er 2001 den UEFA-Pokal und 2005 die Champions League. Beim Finale 2005 gegen den AC Mailand wurde er bei einem Rückstand von 0:3 zur Halbzeit eingewechselt und konnte dazu beitragen, das Spiel in ein 3:3 zu drehen. Beim entscheidenden Elfmeterschießen verwandelte Hamann den ersten Elfmeter für Liverpool. Im Laufe der zweiten Halbzeit hatte er sich einen Ermüdungsbruch im rechten Fuß zugezogen.
Ab 2006 spielte Hamann für Manchester City, zu denen er ablösefrei transferiert worden war. Ein vorher geschlossener Vertrag mit den Bolton Wanderers wurde wieder aufgelöst. Im Juli 2009 trennte sich Manchester City von Hamann. Nach einjähriger Vereinslosigkeit wurde Hamann vor der Saison 2010/11 Spielertrainer beim englischen Drittligisten Milton Keynes Dons. Nach zwölf Einsätzen endete Hamanns aktive Spielerkarriere im Februar 2011.

### Nationalmannschaft
Hamann nahm an der Junioren-Weltmeisterschaft 1993 in Australien teil und kam in allen drei Spielen zum Einsatz. Deutschland schied bereits in der Vorrunde aus.
Für die A-Nationalmannschaft absolvierte Hamann 59 Länderspiele, in denen er fünf Tore erzielte. Sein Debüt in der A-Nationalmannschaft gab er am 15. November 1997 in Düsseldorf beim 3:0-Erfolg gegen Südafrika. Sein letztes Spiel für die A-Nationalmannschaft bestritt er am 17. August 2005 beim 2:2-Unentschieden in Rotterdam gegen die Niederlande.
Im Jahr 2002 wurde er mit Deutschland bei der Weltmeisterschaft 2002 in Japan und Südkorea Zweiter. Außerdem nahm Hamann mit der Nationalmannschaft an der WM 1998, der EM 2000 und der EM 2004 in Portugal teil.
Auf besondere Art ist Dietmar Hamann mit der Geschichte des Wembley-Stadions verknüpft. Er war der letzte Spieler, der vor dem Abriss des alten Stadions in diesem ein Tor erzielte; der Treffer zum 1:0-Sieg in der 14. Spielminute gelang ihm am 7. Oktober 2000 im Spiel gegen England. Auf Grund dieses Tores versuchten deutsche Fans, die Namensgebung der 2005 neugebauten Brücke auf dem Grundstück des Wembley-Stadions zu beeinflussen. Auf der Webseite der London Development Agency konnten Namensvorschläge abgegeben werden. In deutschen Foren und mehreren kursierenden E-Mails wurde dazu aufgefordert, auf dieser Webseite Hamann als Namensgeber vorzuschlagen. Obwohl der Name Dietmar Hamann Bridge auf diese Weise am häufigsten vorgeschlagen wurde, entschied sich die Jury gegen den Vorschlag.
Für die WM 2006 wurde Hamann nicht mehr nominiert. Er trat daraufhin aus der Nationalmannschaft zurück. Als Grund gab er an, dass die WM altersbedingt sein letztes großes Turnier gewesen sei. Die Nichtnominierung habe ihn nicht überrascht, da er im Vorfeld der WM keinen Kontakt mit Bundestrainer Jürgen Klinsmann gehabt habe.

## Karriere als Trainer
Nach seiner Zeit als Spielertrainer bei Milton Keynes Dons unterschrieb Hamann einen Vertrag als Co-Trainer beim Zweitligisten Leicester City. Im Juli 2011 übernahm er das Traineramt bei dem englischen Fünftligisten Stockport County, trat aber bereits im November desselben Jahres wieder von seinem Amt zurück, weil laut seiner Aussage versprochene Investitionen in die Mannschaft nicht realisiert wurden.

## Erfolge und Auszeichnungen
FC Bayern München:
- 2 × Deutscher Meister: 1994, 1997
- 1 × Gewinner des DFB-Pokals: 1998
- 1 × Gewinner des UEFA-Pokals: 1996

FC Liverpool:
- 2 × Gewinner des FA Cups: 2001, 2006
- 1 × Gewinner des FA Charity Shield: 2001
- 2 × Gewinner des League Cups: 2001, 2003
- 1 × Gewinner des UEFA-Pokals: 2001
- 1 × Gewinner der UEFA-Champions League: 2005
- 2 × Gewinner des UEFA Super Cups: 2001, 2005
- 1 × Torschütze des Monats Oktober 2000[8]

## TV-Experte
Hamann war während der WM 2010, der WM 2014 und der EM 2012 Experte für den irischen Fernsehsender RTÉ. Für Spiegel Online schreibt er regelmäßig Kolumnen.
Hamann ist als Experte für Sky Deutschland und Sky Austria tätig. Er war während der Bundesliga-Saison 2017/18 Teilnehmer der Fußball-Talkshow Wontorra – der Fußball-Talk. Zur Saison 2018/19 wurde er Experte in der Talkshow Sky90 – Die Fußballdebatte.

## Privates
Hamanns älterer Bruder Matthias war als Fußballprofi in Deutschland, der Schweiz und Österreich aktiv. Von Beginn der Saison 2009/10 bis Anfang Februar 2010 war er Trainer des österreichischen Bundesligisten LASK.
Im Jahr 1997 erlitt Hamann im Alter von 23 Jahren eine leichte Transitorische ischämische Attacke.
Im Februar 2010 wurde ihm für 16 Monate der Führerschein entzogen, nachdem er am 12. Juli 2009 in Styal (Cheshire East) von der Polizei beim Führen eines Fahrzeugs unter Alkoholeinwirkung angetroffen worden war. Ihm wurde eine Geldstrafe von 1990 Pfund auferlegt. Cricket-Wettsucht und übermäßiger Alkoholkonsum nach seiner Scheidung führten ihn in eine Lebenskrise. In seiner Biografie The Didi Man schreibt er, allein in einer Nacht bei einer Wette auf ein Cricket-Spiel 288.400 Pfund verloren zu haben.
Hamann hatte seit seiner Zeit bei Newcastle United 1998 in England gelebt, bevor er wegen des EU-Austrittes des Vereinigten Königreiches (Brexit) im Jahr 2018 nach Deutschland zurückkehrte.
Seit März 2015 gehört er der Seniorenmannschaft des TuS Haltern an.